# 7668 Mizunotakao
7668 Mizunotakao este un asteroid din centura principală de asteroizi.

## Descriere
7668 Mizunotakao este un asteroid din centura principală de asteroizi. A fost descoperit pe 31 ianuarie 1995 la Oizumi de Takao Kobayashi. El prezintă o orbită caracterizată de o semiaxă mare de 2,37 ua, o excentricitate de 0,17 și o înclinație de 2,4° în raport cu ecliptica.